# Mattias Norling
Mattias Norling, född 1 juni 1977, en svensk före detta friidrottare (medeldistanslöpare). Han tävlade större delen av sin karriär för Turebergs FK.
Vid EM 2002 i München var Norling uttagen att tävla på 1 500 meter men slogs ut i sitt försöksheat.

## Personliga rekord
| Utomhus - 800 meter – 1:48,70 (Växjö 25 augusti 2001) - 1 000 meter – 2:22,12 (Göteborg 3 augusti 2000) - 1 500 meter – 3:40,87 (Malmö 20 augusti 2001) | Inomhus - 800 meter – 1:52,02 (Bollnäs 5 februari 2000) - 1 500 meter – 3:47,07 (Bollnäs 6 februari 2000) - 3 000 meter – 8:29,79 (Sätra 8 februari 2003) |